# Auguste Bailly
 (janvier 2014).
Pour les articles homonymes, voir Bailly.
Auguste Bailly, né à Lons-le-Saunier le 8 janvier 1878 et mort à Saint-Laurent-en-Grandvaux le 22 avril 1967, est un écrivain français, historien et romaniste.

## Biographie
Auguste Bailly fut reçu à l'École normale supérieure (Paris) puis obtint l'agrégation à l'âge de 21 ans. Il fut ensuite pensionnaire de la Fondation Thiers, avant d'entamer sa carrière professorale. Elle commença à l'école alsacienne de Paris, jusqu'en 1918, puis au lycée Pasteur où il prit une retraite anticipée en 1936. Il profita de celle-ci pour développer son œuvre de romancier, d'historien et de linguiste. Il a passé les vingt dernières années dans sa maison dans le Jura français.
Il fut le père de deux enfants, Jean et Jacqueline. Cette dernière épousa Jacques Decour, professeur agrégé d'allemand, écrivain, qui devint résistant et fut fusillé par les nazis le 30 mai 1942 au Mont-Valérien.
Certains de ses romans furent adaptés au cinéma.

## Œuvres

### Romans
- Les Prédestinés, 1909
- Les chaînes du passé, 1912
- Histoire d’une âme., août-novembre 1914 1917
- La Foi jurée, 1914
- Père et Fils, 1918
- Hélène Jarry, 1921
- La Carcasse et le Tord Cou, 1923, 1998
- L’Homme né de la chair, 1923
- L’amour tue et sauve, 1923
- Naples au baiser de feu, 1924
- La Vestale, 1925
- Saint Esprit, 1926
- Le Désir et l’Amour, 1926
- Estelle, jeune fille d’autrefois, 1927
- Mikou, jeune fille d’aujourd’hui, 1927
- Estelle et Mikou, 1928
- Le Cri de la chair, 1928
- Soir, 1929
- La Danseuse à la rose, 1929
- Le Figuier maudit, 1930
- Néron, l'agonie d'un monde, 1930
- Blanche Monnet, 1931
- L’excommuniée, 1933

### Œuvres historiques
- Jules César, 1932
- Richelieu, 1934
- Mazarin, 1935
- Louis XI, 1936 (série Les Grandes études historiques, A. Fayard et Cie., Paris, 410 p.)
- Saint François d'Assise et la révolution évangélique, 1939
- Byzance, 1939
- Cléopâtre, 1939
- Anne de Bretagne femme de Charles VIII et de Louis XII 1476-1514, 1940
- La Florence des Médicis, 1942
- Le Cardinal Dubois, 1944
- Le Règne de Louis XIV, 1946
- La sérénissime république de Venise, 1946
- Saint Louis, 1949
- Henry le Balafré duc de Guise, 1953
- François Ier, 1954
- La Réforme en France jusqu'à l'Édit de Nantes, 1960
- Madame de Maintenon, 1942
- La guerre de cent ans, 1943
- Les grands Capétiens 1180-1328, 1952

### Œuvres universitaires
- Grammaire française, 1909
- L'école classique française. Les doctrines et les hommes 1660-1715 , 1921
- Les pensées de Sénèque, 1929
- La vie de Sénèque, 1929
- Maeterlinck, 1931
- La Fontaine, 1937
- Montaigne, 1942
- Beaumarchais, 1945
- Racine, 1948
- La vie littéraire sous la Renaissance, 1952
- François Ier restaurateur des lettres et des arts, 1954
- Madame de Sévigné, 1955

## Distinction
- Prix Lasserre (littérature) en 1928[4]